# Tetramorium mackae
Tetramorium mackae is een mierensoort uit de onderfamilie van de Myrmicinae. De wetenschappelijke naam van de soort is voor het eerst geldig gepubliceerd in 2012 door Media:Hita Garcia & Fisher 2012a.pdf|Hita Garcia & Fisher.